# Luisa de Mecklemburgo (1818-1842)
Luisa de Mecklemburgo (Neustrelitz, 31 de mayo de 1818- Roma, 1 de febrero de 1842) fue una princesa alemana muerta en su juventud.

## Biografía
Fue la primera de los hijos del matrimonio de Jorge, gran duque de Mecklemburgo-Strelitz y la princesa María de Hesse-Kassel. Luisa tendría además otros tres hermanos:
- Federico Guillermo (1819-1904), que sucedería a su padre como gran duque en 1860;
- Carolina Mariana (1821-1876) casada con Federico VII de Dinamarca; y
- Jorge (1824-1876), se casó con la gran duquesa Catalina Mijáilovna de Rusia.

Vivió en el palacio de Neustrelitz con sus padres, donde tenía un apartamento propio.
Nunca se casó. Tuvo una larga enfermedad, posiblemente tuberculosis, falleciendo en Roma a las 11 y media de la mañana del 1 de febrero de 1842.
Fue enterrada en la Johanniterkirche de Mirow, entonces parte del gran ducado de Mecklemburg-Strelitz.

### Individuales
1. ↑  «Großherzoglich-Mecklenburg-Strelitzscher Staatskalender: 1824». Großherzoglich-Mecklenburg-Strelitzscher Staatskalender (en alemán): 2. 1824. Consultado el 24 de abril de 2022.
2. ↑  «Genealogy – House of Mecklenburg-Strelitz». Casa de Mecklemburgo (en inglés británico). Consultado el 24 de abril de 2022.
3. ↑  «Luise von Mecklenburg-Strelitz». Archivo del Museo Thorvaldsen (en danés).
4. ↑  Kinloch Cooke, Clement (1900). A memoir of Her Royal Highness Princess Mary Adelaide Duchess of Teck based of her private diaries and letters [Una memoria de la princesa María Adelaida de Cambridge basada en sus diarios privados y cartas] (en inglés) I. (Dos volúmenes). Nueva York, Londres: Charles Scribner's Sons (Nueva York), John Murray (Londres). pp. 60-61.
5. ↑  Wiese, René; Jandausch, Kathleen (9 de agosto de 2021). Schwestern im Geiste: Briefwechsel zwischen Großherzogin Alexandrine von Mecklenburg-Schwerin und Königin Elisabeth von Preußen. Teil 1: 1824-1850 (en alemán). Vandenhoeck & Ruprecht. ISBN 978-3-412-52224-7. Consultado el 24 de abril de 2022.
6. ↑  Vormärz und Revolution: die Tagebücher des Grossherzogs Friedrich Franz II. von Mecklenburg-Schwerin 1841-1854 (en alemán). Böhlau Verlag Köln Weimar. 2014. p. 98. ISBN 978-3-412-22271-0. Consultado el 25 de abril de 2022.
7. ↑  «MECKLENBURG-STRELITZ». www.royaltyguide.nl. Consultado el 24 de abril de 2022.

- Datos: Q75389630